# Le Curé de Tours (téléfilm, 1980)
Pour l’article homonyme, voir Le Curé de Tours.

Le Curé de Tours est un téléfilm français réalisé par Gabriel Axel, diffusé en 1980, adapté du roman éponyme de Honoré de Balzac.

## Synopsis
L'abbé François Birotteau, un prêtre falot et naïf, est l'ami de l'abbé Chapeloup, chanoine de la cathédrale saint Gatien. Celui-ci rassemble au fil des années un beau mobilier,                        des tableaux de prix et une riche bibliothèque. À sa mort, il lègue ses biens à son ami Birotteau. Cette soudaine aisance fait des envieux et en particulier le redoutable abbé Troubert, ambitieux, sournois et jaloux. Troubert réussit à monter contre Birotteau toute la « bonne société » de Tours, et en particulier sa logeuse, Mlle Gamard. Soutenu essentiellement par la baronne de Listomère qui le loge et lui sert une petite rente, l'abbé Birotteau sera chassé du logement qu'il affectionne, puis de la ville de Tours.

## Fiche technique
- Titre : Le Curé de Tours
- Réalisateur : Gabriel Axel
- Scénario :  Pierre Moustiers d'après Honoré de Balzac
- Société de production : Antenne 2
- Date de sortie : 1980
- Durée : 1 h 45
- Pays de production :  France
- Décors : Daniel Pierre et Richard Cunin

## Distribution
- Jean Carmet : l’abbé François Birotteau
- Suzanne Flon : Mlle Gamard
- Michel Bouquet : l’abbé Troubert
- Micheline Boudet : la baronne de Listomère
- Nicolas Silberg : Hubert de Listomère (neveu de la baronne)
- Roland Bertin : Chapeloud
- Nicole Desailly : Mlle Pinsard
- Janine Souchon : Mme Fontange
- Gisèle Casadesus : Mlle Salomon de Villenoix
- Alain Mottet : monsieur de Bourbonne
- Jacques Bretonnière : Chevillon
- Jean Martinelli : le député Marquis de Listomère